# Columbia (Kentucky)
Pour les articles homonymes, voir Columbia.
La ville de Columbia est le siège du comté d’Adair, dans l'État du Kentucky, aux États-Unis. Elle comptait 4 014 habitants lors du recensement de 2000.

## Histoire
Columbia a été fondée aux alentours de 1802. Le premier bureau de poste ouvre le 1er avril 1806.

## Source
- (en) Cet article est partiellement ou en totalité issu de l’article de Wikipédia en anglais intitulé « Columbia, Kentucky » (voir la liste des auteurs).